# Thunderdome X - Sucking For Blood
Albums
Thunderdome IX - The Revenge Of The Mummy
(1995) Thunderdome XI - The Killing Playground
(1995)
Thunderdome X - Sucking For Blood est la dixième compilation de la série des albums Thunderdome, issue du concept du même nom, sortie en 1995.

## Présentation
Sucking For Blood est la dixième compilation issue du festival gabber Thunderdome, la troisième à sortir en 1995. Elle succède à Thunderdome IX - The Revenge Of The Mummy et précède Thunderdome XI - The Killing Playground, compilations également commercialisées en 1995. La couverture de l'album, artwork de Victor Feenstra, reprend le thème du film de vampires, « sucking for blood » signifiant « assoiffé de sang ».
La compilation comporte trente-huit pistes. Elle débute avec The Number One Contender de Technohead, et se termine avec In Control, In Effect par The Controllers, à savoir la réunion de Dov Elkabas et Johan Mendez. Elle intègre des productions de Scott Brown, DJ Delirium, DJ Weirdo, Omar Santana, 3 Steps Ahead ou encore Buzz Fuzz.

## Pistes
| 1.  | The Number One Contender          | Technohead                  |  |
| 2.  | Addicted II Raves (Buzz Fuzz Mix) | Duo Pennotti                |  |
| 3.  | Psychopath                        | Evil Maniax                 |  |
| 4.  | Dum Dooby Dum                     | Scott Brown                 |  |
| 5.  | Pump This Groove                  | General Noise               |  |
| 6.  | Happy Verbs                       | Discofrisco & DJ Inferno    |  |
| 7.  | Keep Your Body Pumpin'            | The Prophet & DJ Delirium   |  |
| 8.  | The Flow (Original Mix)           | Jeremy                      |  |
| 9.  | Open Your Eyez!                   | DJ Delirium & DJ Weirdo     |  |
| 10. | Jesus Words                       | Baba Nation                 |  |
| 11. | Say What?                         | DJ Alex                     |  |
| 12. | So Much Trouble                   | 3 Steps Ahead               |  |
| 13. | Kick A Hole                       | Too Small                   |  |
| 14. | Summertime (Allright Y'all)       | DJ Buzz Fuzz                |  |
| 15. | About Sex                         | James Daltan                |  |
| 16. | Musica Nevrotica                  | DJ Buby, DJ Max & DJ Giangy |  |
| 17. | 200% Acidferious                  | DJ Ricci & MC Hair          |  |
| 18. | So Get Up! (Dr Phil's Mix)        | Public Domain               |  |
| 19. | Thunderdome 9 The Megamix         | Various                     |  |

| 1.  | Who Is It ?                  | Knightvision              |  |
| 2.  | Shake It (Stunned Guys Mix)  | DJ Groovy                 |  |
| 3.  | Housetime !                  | The Prophet               |  |
| 4.  | Time To Hit The Record       | DJ Sim                    |  |
| 5.  | Roll The Drum                | The Beatsquad             |  |
| 6.  | Pump It Up                   | Nice Guys                 |  |
| 7.  | Oh Oh Boy                    | Omar Santana              |  |
| 8.  | Stick Up (Chicomen Remix)    | The Coalition             |  |
| 9.  | Bring The Noise              | DJ E-Rick & Tactic        |  |
| 10. | Pump Up The Noise (Raid Mix) | Marc Smith                |  |
| 11. | Now Is The Time              | Scott Brown vs. DJ Rabs   |  |
| 12. | Once Again (Original Mix)    | Toni Salmonelli           |  |
| 13. | Girls Give Head              | Lords Of The Underworld   |  |
| 14. | Squash The Floor             | Tellurian                 |  |
| 15. | Apocalypse Now               | DJ Davie Forbes           |  |
| 16. | Can't Stop                   | Critical Mass             |  |
| 17. | I Know It                    | Public Domain             |  |
| 18. | Our Nightmare                | DJ Waxweazle & Guitar Rob |  |
| 19. | In Control, In Effect        | The Controllers           |  |

## Accueil
| Classement                               | Meilleure position | Semaines passées dans le classement | Date d'entrée     | Date de sortie   |
| ---------------------------------------- | ------------------ | ----------------------------------- | ----------------- | ---------------- |
| Autriche (Ö3 Austria Top 20 Compilation) | 6                  | 4                                   | 8 octobre 1995    | 6 novembre 1995  |
| Pays-Bas (Mega Verzamelalbum Top 30)     | 1                  | 9                                   | 16 septembre 1995 | 18 novembre 1995 |
| Suisse (Schweizer Hitparade)             | 5                  | 8                                   | 24 septembre 1995 | 19 novembre 1995 |

Un peu moins bien accueillie aux Pays-Bas que la compilation précédente, ne restant que neuf semaines dans le top 30 des compilations du hit-parade néerlandais, elle n'en atteint pas moins la première place. Elle reste quatre semaines dans le classement autrichien des compilations, atteignant sa sixième place, et huit semaines dans le top 25 des compilations du hit-parade suisse, restant trois semaines à la cinquième place.